# Jorge Treviño Martínez
Jorge Alonso Treviño Martínez (Monterrey, Nuevo León, 2 de noviembre de 1935) es un abogado y político mexicano miembro del Partido Revolucionario Institucional, que fue gobernador de Nuevo León entre 1985 y 1991.

## Trayectoria académica
Nació en Monterrey, Nuevo León, el 2 de noviembre de 1935, hijo del médico pediatra Luis Jorge Treviño Treviño, originario de Guadalupe, Nuevo León, y de doña Julia Martínez Ugarte, originaria de Villaldama, Nuevo León. Realizó sus estudios desde primaria hasta el bachillerato en el Instituto Franco Mexicano. Posteriormente estudió la licenciatura en Derecho en la Universidad Nacional Autónoma de México, donde obtuvo el títiulo de abogado en 1958 con mención honorífica con la tesis La resolución ipso jure en los convenios bilaterales. 
Realizó estudios de posgrado en la Facultad de Derecho de la Universidad de París, Francia, donde obtuvo el doctorado en Derecho Administrativo con mención honorífica en 1963 con la tesis El Tribunal Fiscal Federal de México. Posteriormente realizó estudios posdoctorales de Derecho Fiscal en la Universidad de Roma, Italia.
Impartió clases tanto a nivel de licenciatura como a nivel de maestría en las Facultades de Derecho, de Comercio y Administración, y en la de Economía de la U.A.N.L.; en el ITESM ímpartió Maestría en Administración, y en la Universidad de Monterrey la Maestría en Derecho Fiscal, además de impartir las materias de Derecho Administrativo, Derecho Fiscal, Finanzas Públicas, Historia de la Civilización Contemporánea y Derecho Internacional Privado. 

## Carrera política
Inició su carrera en la administración pública siendo nombrado Secretario del Tribunal Fiscal de la Federación en Nuevo León (1957-59); abogado postulante (1963-68); Asesor fiscal del Gobierno de Nuevo León (1968-70); 
Inició su carrera política en puestos en la Secretaría de Hacienda, donde conocería al futuro presidente Miguel de la Madrid, en 1982 fue elegido diputado federal y en 1985 fue postulado candidato el PRI al gobierno de Nuevo León, las elecciones fueron muy competidas, y al igual que muchas ese año y el siguiente la oposición las declaró fraudulentas, especialmente el candidato del PAN Fernando Canales Clariond. Como gobernador construyó la primera línea del Metro y le tocó enfrentar las consecuencias del Huracán Gilberto en Monterrey.